# Love Is Stronger Than Pride
Singles de Sade
Never as Good as the First Time
(1986) Paradise
(1988)
Love Is Stronger Than Pride est une chanson du groupe britannique Sade, parue sur leur troisième album studio Stronger Than Pride (1988). Elle est écrite par Sade Adu, Andrew Hale et Stuart Matthewman. La chanson est sortie le 21 mars 1988 chez Epic Records en tant que premier single de l'album.

## Accueil critique
La critique Sophie Heawood du journal The Guardian a commenté : « Apparemment entièrement composé de courants d'air et de fragments de guitare espagnole, le premier single de l'album de 1988 du même nom a montré Sade à son plus minimal ». Frank Guan de Vulture, site du New York Magazine à propos de la chanson : « Il y a une petite blague dans le titre de la chanson de Sade : avant de se renommer après et de se réorganiser autour de son chanteur principal, le groupe avait joué sous le nom de « Pride ». Complétez l'équation et vous découvrirez que Sade est, en fait, « Love » (« amour »), un fait amplement confirmé par la chanson elle-même ».

## Crédits
Sade
- Sade Adu : chant
- Andrew Hale : synthétiseur
- Paul Denman (en) : guitare basse
- Stuart Matthewman : guitare, saxophone

## Classements hebdomadaires
| Classement (1988)                      | Meilleure position |
| -------------------------------------- | ------------------ |
| Afrique du Sud (Springbok Radio)       | 20                 |
| Allemagne de l'Ouest (Media Control)   | 51                 |
| Australie (Kent Music Report)          | 56                 |
| Belgique (Flandre Ultratop 50 Singles) | 11                 |
| Finlande (Suomen virallinen lista)     | 5                  |
| France (SNEP)                          | 36                 |
| Irlande (IRMA)                         | 28                 |
| Pays-Bas (Nederlandse Top 40)          | 18                 |
| Pays-Bas (Single Top 100)              | 19                 |
| Royaume-Uni (UK Singles Chart)         | 44                 |